# Heterogeomys cavator
Heterogeomys cavator és una espècie de mamífer rosegador de la família dels geòmids. Viu a Costa Rica i Panamà. El seu hàbitat natural són els boscos, les clarianes i els camps de conreu. És una espècie en risc mínim, és a dir, no sembla que hi hagi cap amenaça significativa per a la seva supervivència.